# Record de France de natation messieurs du 400 mètres 4 nages
Le record de France de natation sportive messieurs pour l'épreuve du 400 mètres 4 nages concerne les records obtenus par les athlètes dans cette épreuve en bassin de 50 et 25 mètres.

## Bassin de 50 mètres
| Temps                                                      | Athlète            | Naissance | Âge | Club                            | Compétition                       | Lieu                  | Date              |
| ---------------------------------------------------------- | ------------------ | --------- | --- | ------------------------------- | --------------------------------- | --------------------- | ----------------- |
| 5 min 35 s 6                                               | Maurice Lusien     |           |     | Stade français                  |                                   | Troyes                | 24 avril 1953     |
| 5 min 27 s 3                                               | Maurice Lusien     |           |     | Stade français                  |                                   | Reims                 | 18 mars 1954      |
| À partir du 1er janvier 1957 bassin de 50 mètre uniquement |                    |           |     |                                 |                                   |                       |                   |
| 5 min 38 s 6                                               | Henri Vidil        | 1942      |     | Cercle des nageurs de Marseille |                                   | Monaco                | 13 septembre 1961 |
| 5 min 27 s 1                                               | Marc Bertsch       |           |     | FC Mulhouse                     |                                   | Paris Vallerey        | 25 juillet 1962   |
| 5 min 23 s 7                                               | Marcel Louvet      | 1939      | 24  | Stade français                  |                                   | Paris Vallerey        | 16 juillet 1963   |
| 5 min 22 s 1                                               | Marcel Louvet      | 1939      |     | Stade français                  |                                   | Paris Vallerey        | 20 juillet 1963   |
| 5 min 21 s 3                                               | Marcel Louvet      | 1939      | 25  | Stade français                  |                                   | Magdeburg             | 29 février 1964   |
| 5 min 20 s 4                                               | Marcel Louvet      | 1939      |     | Stade français                  |                                   | INS                   | 14 mai 1964       |
| 5 min 19 s 8                                               | Marcel Louvet      | 1939      |     | Stade français                  |                                   | INS                   | 21 mai 1964       |
| 5 min 18 s 6                                               | Marcel Louvet      | 1939      |     | Stade français                  |                                   | Rome                  | 28 juin 1964      |
| 5 min 17 s 3                                               | Marcel Louvet      | 1939      |     | Stade français                  |                                   | Paris Vallerey        | 19 juillet 1964   |
| 5 min 14 s 7                                               | Marcel Louvet      | 1939      |     | Stade français                  |                                   | Monaco                | 19 août 1964      |
| 5 min 11 s 5                                               | Gilles Moreau      |           |     | CN Brunoy                       |                                   | INS                   | 27 avril 1965     |
| 5 min 11 s 3                                               | Gilles Moreau      |           |     | CN Brunoy                       |                                   | San Remo              | 25 juillet 1965   |
| 5 min 07 s 9                                               | Alain Mosconi      | 1949      | 16  | Cercle des nageurs de Marseille |                                   | Béziers               | 7 août 1965       |
| 5 min 03 s 0                                               | Alain Mosconi      | 1949      | 17  | Cercle des nageurs de Marseille |                                   | Strasbourg            | 16 avril 1966     |
| 5 min 00 s 7                                               | Marc De Herdt      |           |     | Racing Club de France           |                                   | Stockholm             | 20 avril 1968     |
| 4 min 59 s 7                                               | Gérard Letast      |           |     | SA Verdun                       |                                   | Montreuil             | 26 mars 1971      |
| 4 min 55 s 2                                               | Jean-Paul Berjeau  | 1953      |     | Racing Club de France           |                                   | Vittel                | 17 février 1972   |
| 4 min 54 s 15                                              | Patrick Moreau     |           |     | ASPTT Paris                     | Championnats de France            | Paris Georges Hermant | 6 avril 1973      |
| 4 min 51 s 98                                              | Patrick Moreau     |           |     | ASPTT Paris                     |                                   | Rio de Janeiro        | 21 avril 1973     |
| 4 min 44 s 00                                              | Patrick Moreau     |           |     | ASPTT Paris                     |                                   | Berlin-Est            | 19 août 1973      |
| 4 min 40 s 10                                              | Philippe Delamare  |           |     | Dinard O.                       |                                   | Dinard                | 19 juin 1976      |
| 4 min 38 s 88                                              | Frédéric Delcourt  | 1964      | 15  | SC Amiens                       |                                   | Rio de Janeiro        | 6 avril 1979      |
| 4 min 38 s 80                                              | Bruno Lesaffre     |           |     | Roubaix natation                | Championnats de France            | Brive                 | 8 août 1980       |
| 4 min 37 s 49                                              | Frédéric Delcourt  | 1964      | 17  | Cercle des nageurs de Marseille |                                   | La Rochelle           | 4 avril 1981      |
| 4 min 35 s 60                                              | Frédéric Delcourt  | 1964      | 17  | Cercle des nageurs de Marseille |                                   | Guadeloupe            | 23 avril 1981     |
| 4 min 35 s 11                                              | Frédéric Delcourt  | 1964      | 17  | Cercle des nageurs de Marseille |                                   | Dunkerque             | 2 août 1981       |
| 4 min 34 s 79                                              | Frédéric Delcourt  | 1964      | 17  | Cercle des nageurs de Marseille |                                   | Split                 | 8 septembre 1981  |
| 4 min 32 s 81                                              | Frédéric Delcourt  | 1964      | 18  | Cercle des nageurs de Marseille |                                   | Toulouse              | 13 mars 1982      |
| 4 min 32 s 40                                              | Christophe Bordeau | 1968      | 17  | Enfants de Neptune de Tours     | Championnats de France (f)        | Aix-en-Provence       | février 1985      |
| 4 min 31 s 92                                              | Christophe Bordeau | 1968      | 17  | Enfants de Neptune de Tours     |                                   | Sofia                 | 7 août 1985       |
| 4 min 29 s 13                                              | Christophe Bordeau | 1968      | 18  | Enfants de Neptune de Tours     |                                   | Rennes                | 8 mars 1986       |
| 4 min 25 s 44                                              | Christophe Bordeau | 1968      | 19  | Enfants de Neptune de Tours     |                                   | Strasbourg            | 19 août 1987      |
| 4 min 25 s 32                                              | Laurent Journet    |           |     | Villeparisis Natation           |                                   | Vittel                | 19 mars 1988      |
| 4 min 23 s 75                                              | Christophe Bordeau | 1968      | 20  | Enfants de Neptune de Tours     |                                   | Dunkerque             | 6 août 1988       |
| 4 min 23 s 46                                              | Christophe Bordeau | 1968      | 20  | Enfants de Neptune de Tours     | Jeux Olympiques (s)               | Séoul                 | 20 septembre 1988 |
| 4 min 23 s 39                                              | Christophe Bordeau | 1968      | 20  | Enfants de Neptune de Tours     | Jeux Olympiques (f)               | Séoul                 | 21 septembre 1988 |
| 4 min 23 s 27                                              | Frédéric Lefèvre   | 1970      | 20  | Stade poitevin                  |                                   | La Rochelle           | 23 mars 1990      |
| 4 min 21 s 33                                              | Xavier Marchand    | 1973      | 24  | Dauphins du TOEC                | Championnats d'Europe (s)         | Séville               | 20 août 1997      |
| 4 min 20 s 50                                              | Johann Le Bihan    | 1979      | 21  | Douardenez natation             | Championnats d'Europe (f)         | Helsinki              | 9 juillet 2000    |
| 4 min 19 s 72                                              | Nicolas Rostoucher | 1981      | 20  | Mulhouse Olympique natation     | Championnats de France (f)        | Chamalières           | 1er mai 2001      |
| 4 min 19 s 19                                              | Nicolas Rostoucher | 1981      | 21  | Mulhouse Olympique natation     | Championnats d'Europe (f)         | Berlin                | 4 août 2002       |
| 4 min 18 s 09                                              | Nicolas Rostoucher | 1981      | 24  | Mulhouse Olympique natation     | Championnats de France (f)        | Nancy                 | 14 avril 2005     |
| 4 min 16 s 99                                              | Sébastien Rouault  | 1986      | 21  | CNO Saint-Germain-en-Laye       | Championnats de France (f)        | Saint-Raphaël         | 25 juin 2007      |
| 4 min 16 s 97                                              | Anthony Pannier    | 1988      | 21  | CN Braud Saint-Louis            | Championnats de France (f)        | Montpellier           | 23 avril 2009     |
| 4 min 16 s 37                                              | Léon Marchand      | 2002      | 17  | Dauphins du TOEC                | Championnats du monde juniors (f) | Budapest              | 24 août 2019      |
| 4 min 14 s 97                                              | Léon Marchand      | 2002      | 19  | Dauphins du TOEC                | FFN Golden Tour (f)               | Marseille             | 20 mars 2021      |
| 4 min 09 s 65                                              | Léon Marchand      | 2002      | 19  | Dauphins du TOEC                | Championnats de France (f)        | Chartres              | 15 juin 2021      |
| 4 min 09 s 09                                              | Léon Marchand      | 2002      | 20  | Dauphins du TOEC                | Championnats du monde (d)         | Budapest              | 18 juin 2022      |
| 4 min 04 s 28                                              | Léon Marchand      | 2002      | 20  | Dauphins du TOEC                | Championnats du monde (f)         | Budapest              | 18 juin 2022      |
| 4 min 02 s 50                                              | Léon Marchand      | 2002      | 21  | Dauphins du TOEC                | Championnats du monde (f)         | Fukuoka               | 23 juillet 2023   |

## Bassin de 25 mètres
| Temps         | Athlète           | Naissance | Âge | Club                            | Compétition                | Lieu                 | Date             |
| ------------- | ----------------- | --------- | --- | ------------------------------- | -------------------------- | -------------------- | ---------------- |
| 4 min 26 s 47 | Frédéric Delcourt | 1964      | 17  | Cercle des nageurs de Marseille | Meeting Arena              | Boulogne-Billancourt | 1981             |
| 4 min 17 s 46 | Frédéric Lefèvre  | 1970      | 19  | SPN Poitiers                    |                            | Paris                | 4 février 1989   |
| 4 min 14 s 91 | Frédéric Lefèvre  | 1970      | 21  | SPN Poitiers                    |                            | Paris                | 22 décembre 1991 |
| 4 min 14 s 51 | Xavier Marchand   | 1973      | 20  | Racing Club de France           | Coupe du monde             | Boulogne-Billancourt | 19 décembre 1993 |
| 4 min 13 s 03 | Xavier Marchand   | 1973      | 21  |                                 | Coupe du monde             | Paris                | 26 mars 1994     |
| 4 min 12 s 88 | Xavier Marchand   | 1973      | 24  | Dauphins du TOEC                | Coupe du monde             | Paris                | 8 février 1997   |
| 4 min 12 s 57 | Pierre Henri      | 1983      | 18  | Cercle des Nageurs de Brest     | Championnats d'Europe (s)  | Anvers               | 13 décembre 2001 |
| 4 min 09 s 03 | Pierre Henri      | 1983      | 18  | Cercle des Nageurs de Brest     | Championnats d'Europe (f)  | Anvers               | 14 décembre 2001 |
| 4 min 07 s 97 | Sébastien Rouault | 1986      | 23  | Mulhouse Olympic Natation       | Championnats d'Europe (s)  | Istanbul             | 11 décembre 2009 |
| 4 min 06 s 85 | Jérémy Stravius   | 1988      | 24  | Amiens Métropole Natation       | Championnats de France (f) | Angers               | 16 novembre 2012 |
| 4 min 00 s 03 | Léon Marchand     | 2002      | 22  | Dauphins du TOEC                | Coupe du monde (f)         | Shanghai             | 20 octobre 2024  |
| 3 min 58 s 30 | Léon Marchand     | 2002      | 22  | Dauphins du TOEC                | Coupe du monde (f)         | Incheon              | 26 octobre 2024  |